# España en la Eurocopa 2008
La selección de fútbol de España ganó la Eurocopa 2008, que se disputó en Austria y Suiza entre el 7 de junio y el 29 de junio de 2008.
Tras un inicio de la fase de clasificación bastante flojo, la selección española endereza el rumbo y consigue clasificarse como primera de grupo para la Eurocopa de Austria y Suiza. La fase de clasificación estuvo marcada por la polémica entre el seleccionador Luis Aragonés y la prensa, primero por los malos resultados cosechados ante las selecciones de Suecia e Irlanda del Norte y luego por la no convocatoria del hasta entonces capitán Raúl González.
En la fase final queda encuadrada en el grupo D, junto a Suecia, Grecia y Rusia. En su primer partido contra Rusia consigue imponerse por 4-1 con tres goles de David Villa y uno de Cesc Fàbregas. En el segundo partido contra Suecia ganó 2-1 con goles de Fernando Torres y David Villa. En el último partido contra Grecia se ganó por 1-2 con goles de De la Red y de Güiza.
Con estos resultados terminó esta fase como primera de grupo debiéndose enfrentar a Italia en cuartos de final, a la que eliminó en la tanda de penaltis (4-2) tras un 0-0 en los 120 minutos de juego. En dicha tanda el portero Iker Casillas detuvo dos penaltis, mientras que los goleadores españoles fueron  Villa, Cazorla, Senna y Cesc Fàbregas, errando Güiza. En las semifinales, venció a Rusia por 0-3 con goles de Xavi Hernández, Dani Güiza y David Silva.
El 29 de junio de 2008 jugó la final contra Selección de fútbol de Alemania
 en el Estadio Ernst Happel de Viena venciendo por 0-1 con un gol anotado por Fernando Torres en el minuto 33.
Así pues España se convirtió, después de 44 años, en campeona de la Eurocopa 2008. A su vez, Xavi Hernández fue designado mejor jugador del torneo, David Villa con 4 goles obtuvo el galardón de máximo goleador.
Tras la conquista de la Eurocopa, España lideró en el mes de julio de 2008 la clasificación mundial de la FIFA. Se trataba de la primera vez que lo conseguía, siendo la sexta selección en lograrlo, tras Alemania, Brasil, Italia, Francia y Argentina.

## Clasificación
El equipo quedó encuadrado en el grupo F, en un sorteo realizado en Montreux el 27 de enero de 2006, con Dinamarca y Suecia como selecciones más potentes, además de Liechtenstein, Irlanda del Norte, Islandia y Letonia. Se clasificaban los dos primeros.

### Grupo F
En un inicio de clasificación bastante flojo, España salió derrotada en sus visitas a Irlanda del Norte y Suecia, por lo que la fase de clasificación estuvo marcada por el enfrentamiento entre la prensa deportiva y el seleccionador Luis Aragonés. Este enfrentamiento se acentuó más aún tras el empate en Islandia y la desconvocatoria del entonces capitán Raúl González, pero el equipo se supo sobreponer a todos los problemas y se clasificó con contundencia.
| Equipo            | Pts | PJ | PG | PE | PP | GF | GC |
| ----------------- | --- | -- | -- | -- | -- | -- | -- |
| España            | 28  | 12 | 9  | 1  | 2  | 23 | 8  |
| Suecia            | 26  | 12 | 8  | 2  | 2  | 23 | 9  |
| Irlanda del Norte | 20  | 12 | 6  | 2  | 4  | 17 | 14 |
| Dinamarca         | 20  | 12 | 6  | 2  | 4  | 21 | 11 |
| Letonia           | 12  | 12 | 4  | 0  | 8  | 15 | 17 |
| Islandia          | 8   | 12 | 2  | 2  | 8  | 10 | 27 |
| Liechtenstein     | 7   | 12 | 2  | 1  | 9  | 9  | 32 |

| Fecha                    | Lugar                      |                   |                              | Resultado |                              |                   |
| ------------------------ | -------------------------- | ----------------- | ---------------------------- | --------- | ---------------------------- | ----------------- |
| 2 de septiembre de 2006  | Badajoz                    | España            | Bandera de España            | 4:0 (2:0) | Bandera de Liechtenstein     | Liechtenstein     |
| 6 de septiembre de 2006  | Belfast                    | Irlanda del Norte | Bandera de Irlanda del Norte | 3:2 (1:1) | Bandera de España            | España            |
| 7 de octubre de 2006     | Solna                      | Suecia            | Bandera de Suecia            | 2:0 (1:0) | Bandera de España            | España            |
| 24 de marzo de 2007      | Madrid                     | España            | Bandera de España            | 2:1 (2:0) | Bandera de Dinamarca         | Dinamarca         |
| 28 de marzo de 2007      | Palma de Mallorca          | España            | Bandera de España            | 1:0 (0:0) | Bandera de Islandia          | Islandia          |
| 2 de junio de 2007       | Riga                       | Letonia           | Bandera de Letonia           | 0:2 (0:1) | Bandera de España            | España            |
| 6 de junio de 2007       | Vaduz                      | Liechtenstein     | Bandera de Liechtenstein     | 0:2 (0:2) | Bandera de España            | España            |
| 8 de septiembre de 2007  | Reikiavik                  | Islandia          | Bandera de Islandia          | 1:1 (1:0) | Bandera de España            | España            |
| 12 de septiembre de 2007 | Oviedo                     | España            | Bandera de España            | 2:0 (1:0) | Bandera de Letonia           | Letonia           |
| 13 de octubre de 2007    | Århus                      | Dinamarca         | Bandera de Dinamarca         | 1:3 (0:2) | Bandera de España            | España            |
| 17 de noviembre de 2007  | Madrid                     | España            | Bandera de España            | 3:0 (2:0) | Bandera de Suecia            | Suecia            |
| 21 de noviembre de 2007  | Las Palmas de Gran Canaria | España            | Bandera de España            | 1:0 (0:0) | Bandera de Irlanda del Norte | Irlanda del Norte |

## Jugadores
Los datos corresponden a la situación previa al inicio del torneo
| #  | Nombre           | Posición      | Edad | Part. | Club                |
| -- | ---------------- | ------------- | ---- | ----- | ------------------- |
| 1  | Iker Casillas    | Portero       | 27   | 75    | Real Madrid         |
| 2  | Raúl Albiol      | Defensa       | 22   | 2     | Valencia CF         |
| 3  | Fernando Navarro | Defensa       | 25   | 0     | Mallorca            |
| 4  | Carlos Marchena  | Defensa       | 28   | 28    | Valencia CF         |
| 5  | Carles Puyol     | Defensa       | 30   | 58    | FC Barcelona        |
| 6  | Andrés Iniesta   | Mediocampista | 24   | 22    | FC Barcelona        |
| 7  | David Villa      | Delantero     | 26   | 30    | Valencia CF         |
| 8  | Xavi Hernández   | Mediocampista | 28   | 55    | FC Barcelona        |
| 9  | Fernando Torres  | Delantero     | 24   | 46    | Liverpool FC        |
| 10 | Cesc Fàbregas    | Mediocampista | 21   | 23    | Arsenal F. C.       |
| 11 | Joan Capdevila   | Defensa       | 30   | 14    | Villarreal          |
| 12 | Santi Cazorla    | Mediocampista | 23   | 0     | Villarreal          |
| 13 | Andrés Palop     | Portero       | 34   | 2     | Sevilla             |
| 14 | Xabi Alonso      | Mediocampista | 26   | 40    | Liverpool FC        |
| 15 | Sergio Ramos     | Defensa       | 22   | 31    | Real Madrid         |
| 16 | Sergio García    | Delantero     | 24   | 1     | Real Zaragoza       |
| 17 | Dani Güiza       | Delantero     | 27   | 2     | Mallorca            |
| 18 | Álvaro Arbeloa   | Defensa       | 25   | 1     | Liverpool FC        |
| 19 | Marcos Senna     | Mediocampista | 31   | 7     | Villarreal          |
| 20 | Juanito          | Defensa       | 31   | 20    | Real Betis Balompié |
| 21 | David Silva      | Mediocampista | 22   | 11    | Valencia CF         |
| 22 | Rubén de la Red  | Mediocampista | 23   | 0     | Getafe              |
| 23 | Pepe Reina       | Portero       | 25   | 9     | Liverpool FC        |
| DT | Luis Aragonés    |               |      |       |                     |

## Preparación

### Partidos previos
España disputó un total de cuatro partidos amistosos que le sirvieron de preparación para la competición. Los dos primeros partidos los ganó por la mínima frente a las potentes selecciones de Francia e Italia. El 17 de mayo de 2008, Luis Aragonés anunció la lista definitiva de 23 convocados, que fueron los que disputaron los amistosos ante Perú y Estados Unidos.
Datos correspondientes al periodo entre la finalización de la Copa Mundial de Fútbol de 2006 y el inicio de la Eurocopa 2008
| Fecha                   | Lugar      | Competición |            |                       | Resultado |                           |                |
| ----------------------- | ---------- | ----------- | ---------- | --------------------- | --------- | ------------------------- | -------------- |
| 15 de agosto de 2006    | Reikiavik  | Amistoso    | Islandia   | Bandera de Islandia   | 0:0       | Bandera de España         | España         |
| 11 de octubre de 2006   | Murcia     | Amistoso    | España     | Bandera de España     | 2:1 (1:1) | Bandera de Argentina      | Argentina      |
| 15 de noviembre de 2006 | Cádiz      | Amistoso    | España     | Bandera de España     | 0:1 (0:0) | Bandera de Rumania        | Rumania        |
| 7 de febrero de 2007    | Mánchester | Amistoso    | Inglaterra | Bandera de Inglaterra | 0:1 (0:0) | Bandera de España         | España         |
| 22 de agosto de 2007    | Salónica   | Amistoso    | Grecia     | Bandera de Grecia     | 2:3 (2:1) | Bandera de España         | España         |
| 17 de octubre de 2007   | Helsinki   | Amistoso    | Finlandia  | Bandera de Finlandia  | 0:0       | Bandera de España         | España         |
| 6 de febrero de 2008    | Málaga     | Amistoso    | España     | Bandera de España     | 1:0 (0:0) | Bandera de Francia        | Francia        |
| 26 de marzo de 2008     | Elche      | Amistoso    | España     | Bandera de España     | 1:0 (0:0) | Bandera de Italia         | Italia         |
| 31 de mayo de 2008      | Huelva     | Amistoso    | España     | Bandera de España     | 2:1 (1:0) | Bandera de Perú           | Perú           |
| 04 de junio de 2008     | Santander  | Amistoso    | España     | Bandera de España     | 2:0 (0:0) | Bandera de Estados Unidos | Estados Unidos |

#### Islandia vs España
| 15 de agosto de 2006 | Islandia | 0:0 (0:0) | España | Laugardalsvöllur, Reikiavik                            |                                                        |
|                      |          | Reporte   |        | Asistencia: 12,327 espectadores Árbitro(s): Ian Stokes | Asistencia: 12,327 espectadores Árbitro(s): Ian Stokes |

| Uniformes | Uniformes |
| --------- | --------- |
|           |           |

#### España vs. Argentina
| 11 de octubre de 2006 | España               | 2:1 (1:1) | Argentina | Estadio Nueva Condomina, Murcia                             |                                                             |
|                       | Xavi 33' · Villa 63' | Reporte   | Bilos 34' | Asistencia: 31,000 espectadores Árbitro(s): Laurent Duhamel | Asistencia: 31,000 espectadores Árbitro(s): Laurent Duhamel |

| Uniformes | Uniformes |
| --------- | --------- |
|           |           |

#### España vs Rumania
| 15 de noviembre de 2006 | España | 0:1 (0:0) | Rumania    | Ramón de Carranza, Cádiz                                     |                                                              |
|                         |        | Reporte   | Marica 59' | Asistencia: 16,000 espectadores Árbitro(s): Domenico Messina | Asistencia: 16,000 espectadores Árbitro(s): Domenico Messina |

| Uniformes | Uniformes |
| --------- | --------- |
|           |           |

#### Inglaterra vs España
| 7 de febrero de 2007 | Inglaterra | 0:1 (0:0) | España      | Old Trafford, Mánchester                                   |                                                            |
|                      |            | Reporte   | Iniesta 63' | Asistencia: 58,207 espectadores Árbitro(s): Michael Weiner | Asistencia: 58,207 espectadores Árbitro(s): Michael Weiner |

| Uniformes | Uniformes |
| --------- | --------- |
|           |           |

#### Grecia vs España
| 22 de agosto de 2007 | Grecia                      | 2:3 (2:1) | España                         | Stadio Toumbas, Salónica                                    |                                                             |
|                      | Gekas 17' · Katsouranis 43' | Reporte   | Marchena 37' · Silva 66' 90+3' | Asistencia: 17,000 espectadores Árbitro(s): Stéphane Lannoy | Asistencia: 17,000 espectadores Árbitro(s): Stéphane Lannoy |

| Uniformes | Uniformes |
| --------- | --------- |
|           |           |

#### Finlandia vs España
| 17 de octubre de 2007 | Finlandia | 0:0 (0:0) | España | Estadio Olímpico de Helsinki, Helsinki, Finlandia         |                                                           |
|                       |           | Reporte   |        | Asistencia: 11, 600 espectadores Árbitro(s): Stephane Bre | Asistencia: 11, 600 espectadores Árbitro(s): Stephane Bre |

| Uniformes | Uniformes |
| --------- | --------- |
|           |           |

#### España vs Francia
| 6 de febrero de 2008 | España         | 1:0 (0:0) | Francia | Estadio La Rosaleda, Málaga, España                     |                                                         |
|                      | Capdevilla 82' | Reporte   |         | Asistencia: 30,000 espectadores Árbitro(s): Tony Asumaa | Asistencia: 30,000 espectadores Árbitro(s): Tony Asumaa |

| Uniformes | Uniformes |
| --------- | --------- |
|           |           |

#### España vs Italia
| 26 de marzo de 2008 | España    | 1:0 (0:0) | Italia | Estadio Manuel Martínez Valero, Elche, España              |                                                            |
|                     | Villa 76' | Reporte   |        | Asistencia: 38,000 espectadores Árbitro(s): Fritz Stuchlik | Asistencia: 38,000 espectadores Árbitro(s): Fritz Stuchlik |

| Uniformes | Uniformes |
| --------- | --------- |
|           |           |

#### España vs Perú
| 31 de mayo de 2008 | España                       | 2:1 (1:0) | Perú        | Estadio Nuevo Colombino, Huelva, España                         |                                                                 |
|                    | Villa 37' · Capdevilla 90+2' | Reporte   | Rengifo 73' | Asistencia: 15,000 espectadores Árbitro(s): Dimitar Meckarovski | Asistencia: 15,000 espectadores Árbitro(s): Dimitar Meckarovski |

| Uniformes | Uniformes |
| --------- | --------- |
|           |           |

#### España vs Estados Unidos
| 4 de junio de 2008 | España   | 1:0 (0:0) | Estados Unidos | Estadio El Sardinero, Santander, España                  |                                                          |
|                    | Xavi 78' | Reporte   |                | Asistencia: 15,000 espectadores Árbitro(s): Sokol Jareci | Asistencia: 15,000 espectadores Árbitro(s): Sokol Jareci |

| Uniformes | Uniformes |
| --------- | --------- |
|           |           |

## Torneo

### Primera fase
La selección se alojó en Neustift im Stubaital a unos 30 km de Innsbruck.
En un sorteo realizado el 2 de diciembre de 2007, España quedó encuadrada en el grupo D junto a Grecia, entonces campeona de Europa, y las selecciones de Rusia y Suecia, rivales todos ellos a priori inferiores. España selló su clasificación desplegando un gran juego y venciendo en los dos primeros partidos a Rusia y Suecia. El tercer partido lo disputaron los jugadores que habían jugado menos minutos y también se hicieron con la victoria ante Grecia.
| Equipo | Pts | PJ | PG | PE | PP | GF | GC |
| ------ | --- | -- | -- | -- | -- | -- | -- |
| España | 9   | 3  | 3  | 0  | 0  | 8  | 3  |
| Rusia  | 6   | 3  | 2  | 0  | 1  | 4  | 4  |
| Suecia | 3   | 3  | 1  | 0  | 2  | 3  | 4  |
| Grecia | 0   | 3  | 0  | 0  | 3  | 1  | 5  |

| 10 de junio de 2008, 18:00 | España                           | 4:1 (2:0) | Rusia            | Tivoli Neu, Innsbruck                                               |                                                                     |
|                            | Villa 22', 44', 75' Fàbregas 91' | Reporte   | Pavlyuchenko 86' | Asistencia: 30.772 espectadores Árbitro(s): Konrad Plautz (Austria) | Asistencia: 30.772 espectadores Árbitro(s): Konrad Plautz (Austria) |

| 14 de junio de 2008, 18:00 | Suecia          | 1:2 (1:1) | España               | Tivoli Neu, Innsbruck                                                  |                                                                        |
|                            | Ibrahimović 34' | Reporte   | Torres 15' Villa 92' | Asistencia: 30.772 espectadores Árbitro(s): Pieter Vink (Países Bajos) | Asistencia: 30.772 espectadores Árbitro(s): Pieter Vink (Países Bajos) |

| 18 de junio de 2008, 20:45 | Grecia         | 1:2 (1:0) | España                  | Wals Siezenheim Stadion, Salzburgo                                   |                                                                      |
|                            | Charisteas 42' | Reporte   | de la Red 61' Güiza 88' | Asistencia: 30.883 espectadores Árbitro(s): Howard Webb (Inglaterra) | Asistencia: 30.883 espectadores Árbitro(s): Howard Webb (Inglaterra) |

### Cuartos de final
A España le tocó enfrentarse en cuartos de final a la selección de Italia, que se había clasificado en segunda posición en el grupo C. Al término de los 90 minutos reglamentarios el marcador seguía con empate a 0, e igual resultado se dio en la prórroga, por lo que tuvieron que disputarse la clasificación en una tanda de penaltis en la que Iker Casillas se convirtió en el héroe, al detener dos de los cuatro disparos de Italia.
| 22 de junio de 2008, 20:45 | España | 0:0 (0:0, 0:0) | Italia | Ernst Happel Stadion, Viena                                           |                                                                       |
|                            |        | Reporte        |        | Asistencia: 51.178 espectadores Árbitro(s): Herbert Fandel (Alemania) | Asistencia: 51.178 espectadores Árbitro(s): Herbert Fandel (Alemania) |

| Tanda de penaltis |  |     |  |            |
| Villa             |  | 1:1 |  | Grosso     |
| Cazorla           |  | 2:1 |  | De Rossi   |
| Senna             |  | 3:2 |  | Camoranesi |
| Güiza             |  | 3:2 |  | Di Natale  |
| Fàbregas          |  | 4:2 |  |            |

### Semifinales
En semifinales España volvió a enfrentarse a Rusia, a la que ya había ganado en el primer partido de la primera fase por 4:1. Tras una primera parte sin goles en la que se lesionó el goleador David Villa, España marcó tres en la segunda y se hizo con la victoria clasificándose para la final.
| 26 de junio de 2008, 20:45 | Rusia | 0:3 (0:0) | España                       | Ernst Happel Stadion, Viena                                              |                                                                          |
|                            |       | Reporte   | Xavi 50' Güiza 73' Silva 81' | Asistencia: 51.428 espectadores Árbitro(s): Frank De Bleeckere (Bélgica) | Asistencia: 51.428 espectadores Árbitro(s): Frank De Bleeckere (Bélgica) |

### Final
Con un gol de Fernando Torres en el minuto 33, España consiguió vencer a Alemania para llevarse su segunda Eurocopa cuarenta y cuatro años después de la primera.
| 29 de junio de 2008, 20:45 | Alemania | 0:1 (0:1) | España     | Ernst Happel Stadion, Viena                                          |                                                                      |
|                            |          | Reporte   | Torres 33' | Asistencia: 51.428 espectadores Árbitro(s): Roberto Rosetti (Italia) | Asistencia: 51.428 espectadores Árbitro(s): Roberto Rosetti (Italia) |

### Homenajes en la celebración
- El portero Andrés Palop recogió la medalla de oro vistiendo la camiseta verde con la que Luis Arconada jugó la final de la Eurocopa 1984.[2]
- El defensa Sergio Ramos lució durante toda la celebración una camiseta con la foto y el número del fallecido Antonio Puerta bajo el lema "Siempre con nosotros".[3]
- El triunfo también estuvo dedicado al doctor Genaro Borrás, médico de la selección fallecido un mes antes del inicio de la Eurocopa.[4]

## Honores individuales
- El delantero David Villa fue el máximo goleador de la Eurocopa con cuatro goles.[5]
- Nueve jugadores españoles fueron incluidos en el equipo ideal del torneo.[6]
- El centrocampista Xavi Hernández fue elegido mejor jugador de la Eurocopa.[7]

## Galería

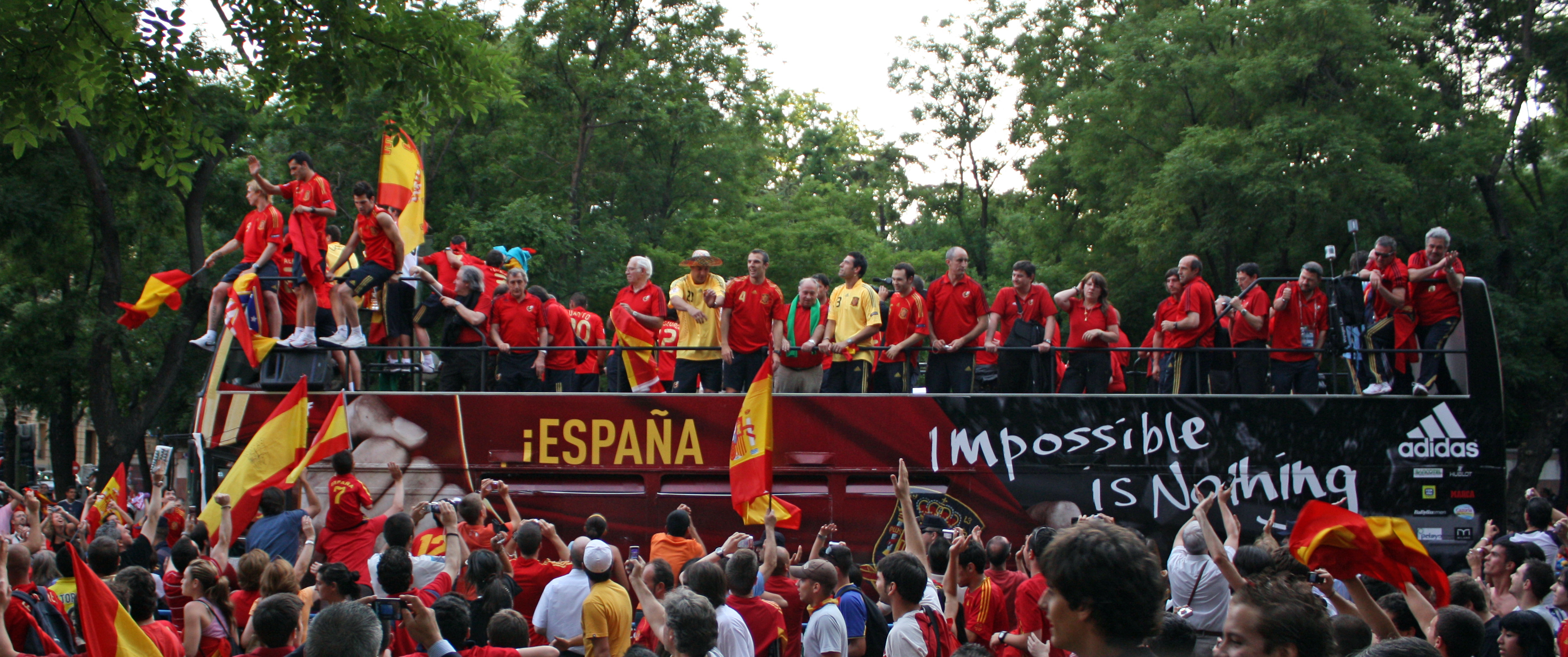
El autobús de la selección por el Paseo de la Castellana.
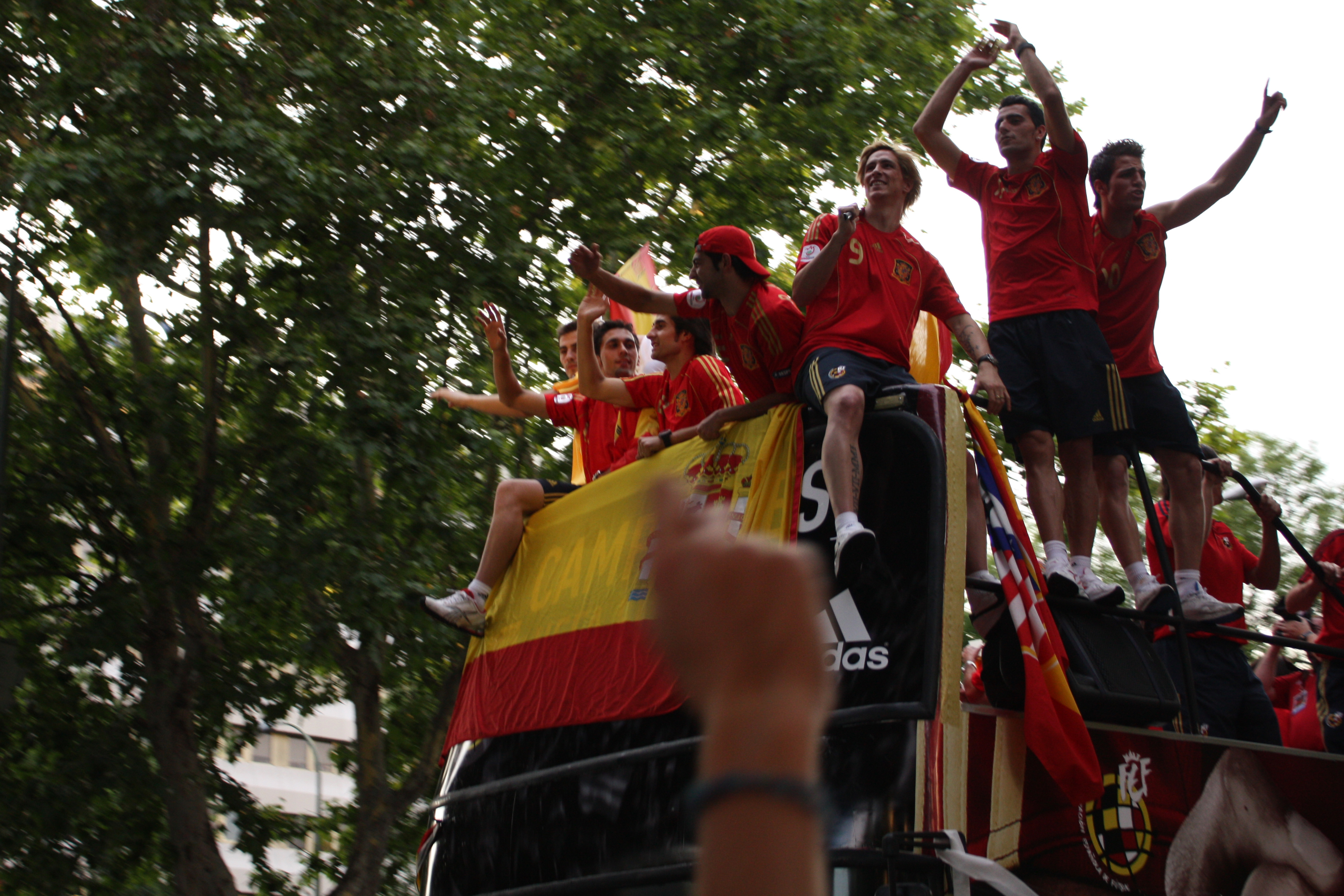
Los jugadores celebrando la victoria.
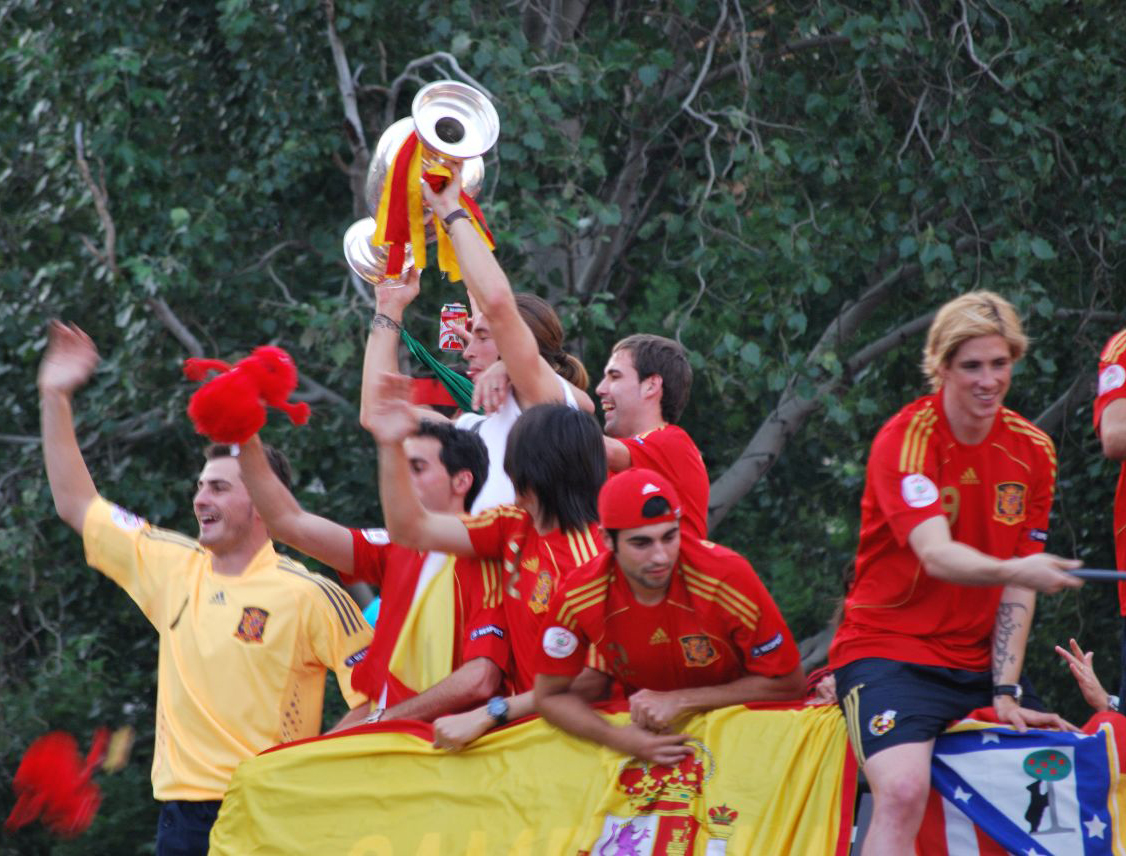
Los jugadores alzando el trofeo.
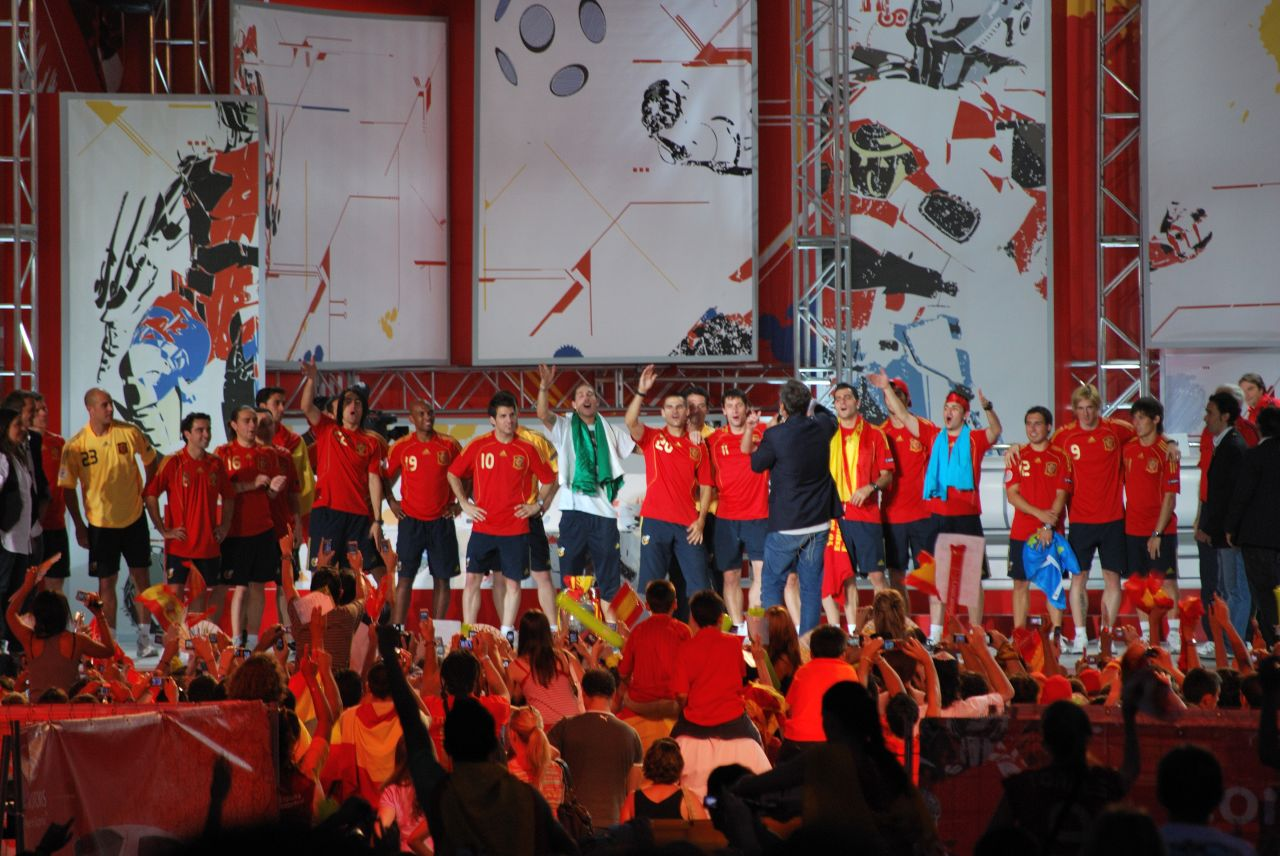
La selección en la Plaza de Colón.

## Filmografía
- TD–TVE (30/06/2008), «Final Eurocopa 2008, gol de Torres (1–0)» en rtve.es
- Reportaje TVE (28/06/2008), «Informe Semanal - España campeona» en rtve.es
- Documental Canal+ (31/10/2008), «Informe Robinson - El sueño de la Eurocopa» en plus.es
- Documental Canal+ (31/10/2008), «Informe Robinson - El sueño de la Eurocopa» en YouTube
- Película-documental (09/06/2010), «El alma de La Roja» en rtve.es[8]